# Lombardija
Lombardija (tal.: Lombardia, lom.: Lumbardia)  je regija u Sjevernoj Italiji, između Alpa i doline rijeke Po. Graniči sa Švicarskom, Trentinom, Venetom, Emilijom i Pijemontom.
Ime je dobila po narodu Lombardi koji su u 6. st. okupirali skoro cijelu Italiju. Lombardiju omeđuju središnje Alpe na sjeveru, na jugu Padska nizina, na istoku Lago di Garda te rijeka Ticino na zapadu. Milano je drugi grad po veličini u Italiji, ujedno i glavni grad ove regije. Prijestolnica je talijanskog gospodarstva. Regija je prva po uzgoju goveda i svinja, po mesnoj i mliječnoj industriji (il gorgonzola). Ekonomski je najrazvijenija, druga je po naseljenosti. U njoj su smještena najveća talijanska jezera: Lago di Como, Adda, Lago d'Iseo. Jedna je od najbogatijih i ekonomski i politički najrazvijenijih regija u Europi.

## Povijest
Regija je dobila ime po Lombardima ili Langobardima, koji su u ove krajeve došli nakon pada Rimskog Carstva. Dugo vremena su postojale jake veze između Franačkog, Bavarskog i Lombardijskog plemstva.

## Lombardski moto
Lombardijski moto je "Una regione per fare" ("regija od akcije").

## Pokrajine
Regija je podijeljena u 12 pokrajina, nazvanih po njihovim glavnim gradovima:
- Bergamo
- Brescia (industrija oružja)
- Como (industrija svile, jezero Como)
- Cremona
- Lecco
- Lodi
- Mantova
- Milano
- Monza e Brianza (tek od 2009.) (industrija namještaja)
- Pavia (jedno od najstarijih sveučilišta)
- Sondrio (Valtellina)
- Varese (industrija cipela)

Pokrajine su podijeljene u ukupno 1562 komuna, s vrlo raznolikim brojem stanovnika (Milano: 1,256,211, Morterone na jezeru Como: 33, po popisu iz 2001.)

## Veći gradovi
- Milano 1,321,113
- Brescia 193,671
- Monza 122,623
- Bergamo 119,375
- Como 85,134
- Varese 81,583
- Busto Arsizio 81,911
- Sesto San Giovanni 81,128
- Cinisello Balsamo 73,683
- Cremona 72,121
- Pavia 71,227
- Vigevano 63,587
- Legnano 58,013
- Rho 50,648

## Transport

### Zračne luke
Postoje četiri zračne luke u Lombardiji:
- Zračna luka Linate u Milanu
- Zračna luka Malpensa u blizini grada Busto Arsizio, odnosno u metropolitanskom gradskom području Milana
- Zračna luka Orio al Serio u gradu Orio al Serio
- Zračna luka Brescia u blizini gradića Montichiari.

Zračna luka Malpensa je najveća zračna luka u Lombardiji, smještena kraj grada Busto Arsizio, ali mnogi smatraju da je u Milanu jer je u njegovu metropolitanskom širem gradskom području.

## Turističke informacije

### Poznate osobe iz Lombardije
- Virgilije
- Plinije Stariji
- Plinije Mlađi
- Cesare Beccaria
- Alessandro Volta
- Alessandro Manzoni
- Giorgio Gaber

### Hrana
- Risotto alla Milanese
- Cotoletta alla Milanese
- Osso buco
- Cassoeula
- Panettone
- Missoltini
- Polenta
- Torrone
- Bresaola

## Vanjske poveznice

### Opće informacije
- Regione Lombardia - službene stranice

### Pokrajine
- Pokrajina Bergamo
- Pokrajina Brescia
- Pokrajina Como  Arhivirana inačica izvorne stranice od 26. veljače 2011. (Wayback Machine)
- Pokrajina Cremona
- Pokrajina Lecco
- Pokrajina Lodi
- Pokrajina Mantova
- Pokrajina Milano  Arhivirana inačica izvorne stranice od 18. prosinca 2014. (Wayback Machine)
- Pokrajina Pavia
- Pokrajina Varese
- Pokrajina Sondrio

### Sveučilišta
- Milan's Politecnic  Arhivirana inačica izvorne stranice od 1. svibnja 2021. (Wayback Machine)
- Università Bocconi (Milan)
- Università Cattolica del Sacro Cuore  Arhivirana inačica izvorne stranice od 3. travnja 2015. (Wayback Machine) (Milan)
- Università degli Studi di Milano
- Università degli Studi Milano Bicocca (Milan-Monza)
- Università degli Studi di Bergamo
- Università degli Studi di Brescia
- Università degli Studi di Mantova
- Università degli Studi di Pavia
- Università degli Studi dell'Insubria (Varese-Como)